# Lijst van voetbalinterlands Gibraltar - Kroatië
Deze lijst van voetbalinterlands is een overzicht van alle officiële voetbalwedstrijden tussen de nationale teams van Gibraltar en Kroatië. De landen hebben tot op heden twee keer tegen elkaar gespeeld. De eerste ontmoeting, een vriendschappelijke wedstrijd, werd gespeeld op 7 juni 2015 in Zagreb. Het laatste duel, een kwalificatiewedstrijd voor het Wereldkampioenschap voetbal 2026, vond plaats in Faro (Portugal) op 6 juni 2025.

## Wedstrijden
| № | Plaats | Datum           | Competitie           | Wedstrijd           | Uitslag |
| - | ------ | --------------- | -------------------- | ------------------- | ------- |
| 1 | Zagreb | 7 juni 2015     | Vriendschappelijk    | Kroatië – Gibraltar | 4 – 0   |
| 2 | Faro   | 6 juni 2025     | WK 2026 kwalificatie | Gibraltar − Kroatië | 0 – 7   |
| 3 |        | 12 oktober 2025 | WK 2026 kwalificatie | Kroatië − Gibraltar |         |

## Samenvatting
| Competitie        | Totaal gespeeld | Winst Gibraltar | Gelijk | Winst Kroatië | Doelsaldo Gibraltar – Kroatië |
| ----------------- | --------------- | --------------- | ------ | ------------- | ----------------------------- |
| WK-kwalificatie   | 1               | 0               | 0      | 1             | 0 − 7                         |
| Vriendschappelijk | 1               | 0               | 0      | 1             | 0 − 4                         |
| Totaal            | 2               | 0               | 0      | 2             | 0 − 11                        |

## Details

### Eerste ontmoeting
| Vriendschappelijk (Zagreb, Kroatië, 7 juni 2015):                                                                                   |            |           |
| Kroatië | 4 – 0      | Gibraltar |
| Anas Sharbini 7' Mateo Kovačić 15' Mario Mandžukić 53' (pen.) Andrej Kramarić 79'                                                   | doelpunten |           |
| - Debuut van Jamie Bosio (College Europa FC), Justin Rovegno (Manchester 62 FC) en Jamie Coombes (Manchester 62 FC) voor Gibraltar. |            |           |

GFA · A-internationals · Bondscoaches · Statistieken · Vrouwenelftal · Olympisch elftal · Gibraltar U19 · Gibraltar U17
2010 – 2019 ·
2020 − 2029
2013 ·
2014 ·
2015 ·
2016 ·
2017 ·
2018 ·
2019 ·
2020 ·
2021 ·
2022 ·
2023 ·
2024 ·
2025
Andorra ·
Armenië ·
België ·
Bosnië en Herzegovina ·
Bulgarije ·
Cyprus ·
Denemarken ·
Duitsland ·
Estland ·
Faeröer ·
Frankrijk ·
Georgië ·
Grenada ·
Griekenland ·
Ierland ·
Kosovo ·
Kroatië ·
Letland ·
Liechtenstein ·
Litouwen ·
Malta ·
Moldavië ·
Montenegro ·
Nederland ·
Noord-Macedonië ·
Noorwegen ·
Polen ·
Portugal ·
San Marino ·
Schotland ·
Slovenië ·
Slowakije ·
Tsjechië ·
Turkije ·
Wales ·
Zwitserland
HNS · A-internationals · Selecties · Bondscoaches · Statistieken · Kroatisch vrouwenelftal · Olympisch elftal · Kroatië U21 · Kroatië U20 · Kroatië U19 · Kroatië U18 · Kroatië U17 · Kroatië U16
1940 – 1956 ·
1990 – 1999 ·
2000 – 2009 ·
2010 – 2019 ·
2020 − 2029
EK's: 1996 · 
2000 · 
2004 · 
2008 · 
2012 · 
2016 · 
2020 · 
2024
WK's: 1998 · 
2002 · 
2006 · 
2010 · 
2014 · 
2018 · 
2022
1940 · 
1941 · 
1942 · 
1943 · 
1944 · 
1945–1955 · 
1956 · 
1957–1989 · 
1990 · 
1991 · 
1992 · 
1993 · 
1994 · 
1995 · 
1996 · 
1997 · 
1998 · 
1999 · 
2000 · 
2001 · 
2002 · 
2003 · 
2004 · 
2005 · 
2006 · 
2007 · 
2008 · 
2009 · 
2010 · 
2011 · 
2012 · 
2013 ·  
2014 · 
2015 · 
2016 · 
2017 · 
2018 ·
2019 ·
2020 ·
2021 ·
2022 ·
2023
Albanië ·
Andorra ·
Argentinië ·
Armenië ·
Australië ·
Azerbeidzjan · 
België ·
Bosnië en Herzegovina ·
Brazilië ·
Bulgarije ·
Canada ·
Chili ·
China ·
Cyprus ·
Denemarken ·
Duitsland ·
Ecuador ·
Egypte ·
Engeland ·
Estland ·
Finland ·
Frankrijk ·
Georgië ·
Gibraltar ·
Griekenland ·
Hongarije ·
Hongkong ·
Ierland ·
IJsland ·
Indonesië ·
Iran ·
Israël ·
Italië ·
Jamaica ·
Japan ·
Joegoslavië ·
Jordanië ·
Kameroen · 
Kazachstan ·
Kosovo ·
Letland ·
Litouwen ·
Liechtenstein ·
Mali ·
Malta ·
Marokko · 
Mexico ·
Moldavië ·
Nederland ·
Nigeria ·
Noord-Ierland ·
Noord-Macedonië ·
Noorwegen ·
Oekraïne ·
Oostenrijk ·
Peru ·
Polen ·
Portugal ·
Qatar ·
Roemenië ·
Rusland ·
San Marino ·
Saoedi-Arabië ·
Schotland ·
Senegal · 
Servië · 
Slovenië ·
Slowakije ·
Spanje ·
Tsjechië ·
Tunesië ·
Turkije ·
Wales ·
Wit-Rusland ·
Zuid-Korea ·
Zweden ·
Zwitserland
Argentinië (2018) ·
Argentinië (2022) ·
Australië (2006) ·
België (2022) ·
Brazilië (2006) ·
Brazilië (2014) ·
Brazilië (2022) ·
Denemarken (2018) ·
Duitsland (2008) ·
Engeland (2018) ·
Engeland (2021) ·
Frankrijk (2018) ·
Ierland (2012) ·
IJsland (2018) ·
Italië (2012) ·
Japan (2006) ·
Kameroen (2014) ·
Marokko (2022, 1) ·
Marokko (2022, 2) ·
Mexico (2014) ·
Nigeria (2018) ·
Oostenrijk (2008) ·
Polen (2008) ·
Rusland (2018) ·
Schotland (2021) ·
Spanje (2012) ·
Spanje (2021) ·
Tsjechië (2016) ·
Tsjechië (2021) ·
Turkije (2008) ·
Turkije (2016)